# Rostkovia magellanica
Rostkovia magellanica är en tågväxtart som först beskrevs av Jean-Baptiste de Lamarck, och fick sitt nu gällande namn av Joseph Dalton Hooker. Rostkovia magellanica ingår i släktet Rostkovia och familjen tågväxter. Inga underarter finns listade i Catalogue of Life.